# Fortificacions de Xi'an
Les fortificacions de Xi'an — 西安城墙 en xinès— són el conjunt d'elements defensius de Xi'an, l'antiga capital de la Xina. Representa una de les ciutats emmurallades xineses més velles i més ben preservades.
El Consell Estatal de la República Popular de la Xina va declarar el 4 de març de 1961 que les Fortificacions de Xi'an foren incloses com patrimoni sota protecció nacional. El 28 de març de 2008, Xina va proposar que foren incloses a la Llista de Patrimoni Mundial de la UNESCO, on és categoritzada com una llista provisional. La construcció de la primera ciutat emmurallada de Chang'an va començar l'any 194 aC i durà quatre anys. Aquella muralla mesurava 13,74 de llarg, 12–16 metres (39-52 peus) de gruix a la base. L'àrea dins la paret mesurava més o menys 36 km². La muralla existent fou començada per la dinastia Ming el 1370. Envolta una ciutat més petita de 14 km². La muralla mesura 13,7 de circumferència, 12 m d'alçada, i 15–18 metres (49–59 peus) de gruix a la base. La talaia amb espitllera del sud de la ciutat emmurallada de Xi'an va ser construïda el 1378 i destruïda per un incendi el 1926.

## Galeria

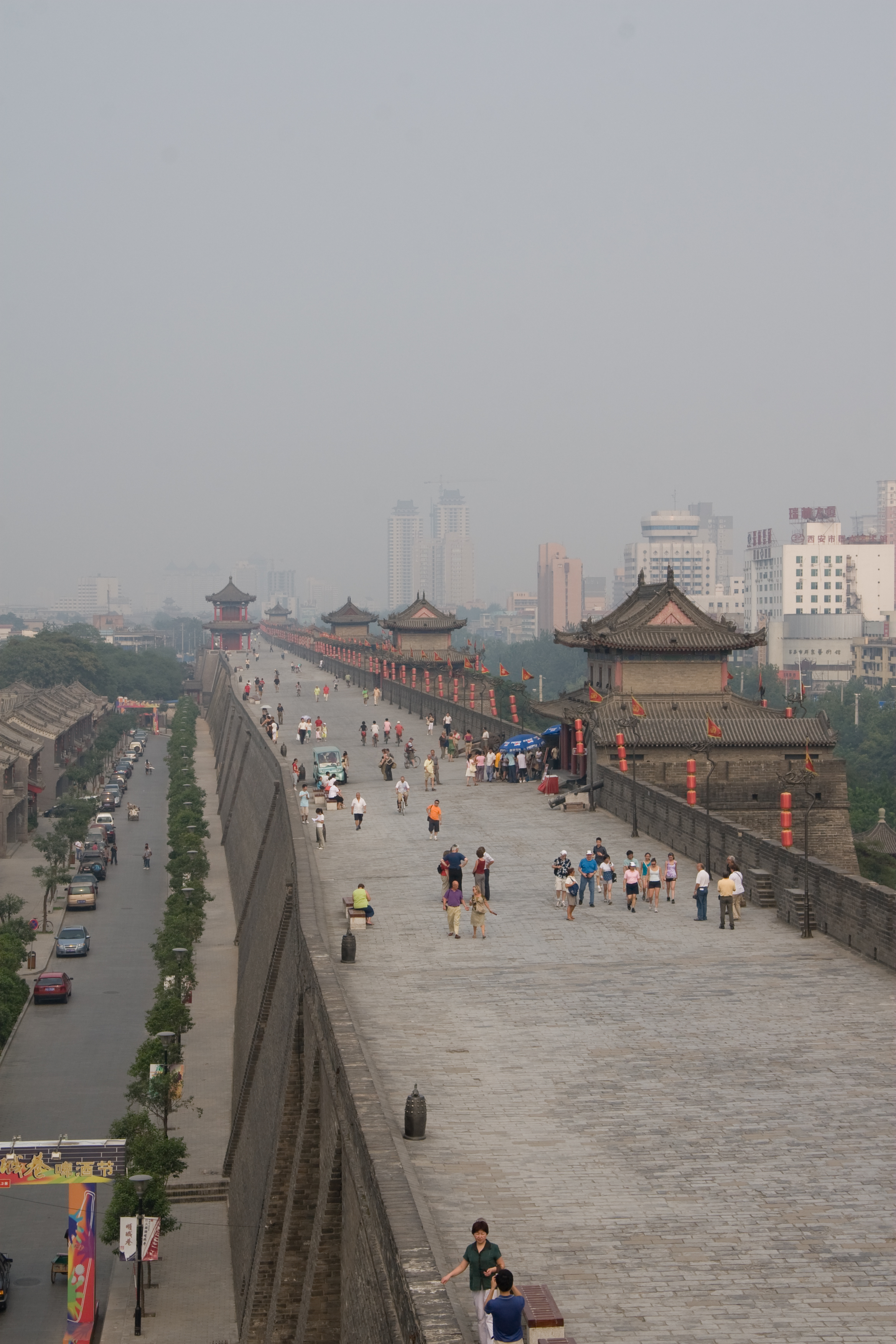
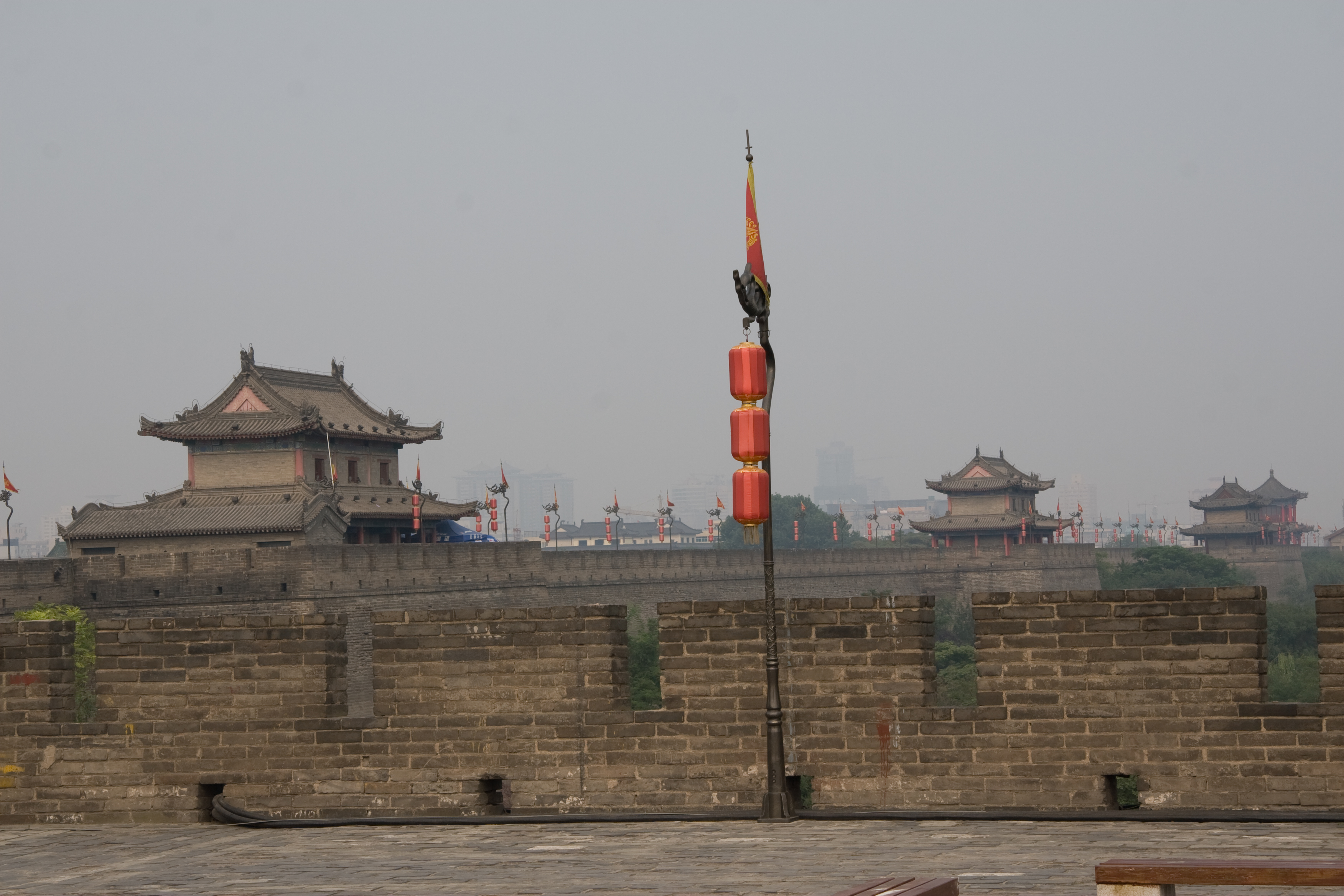
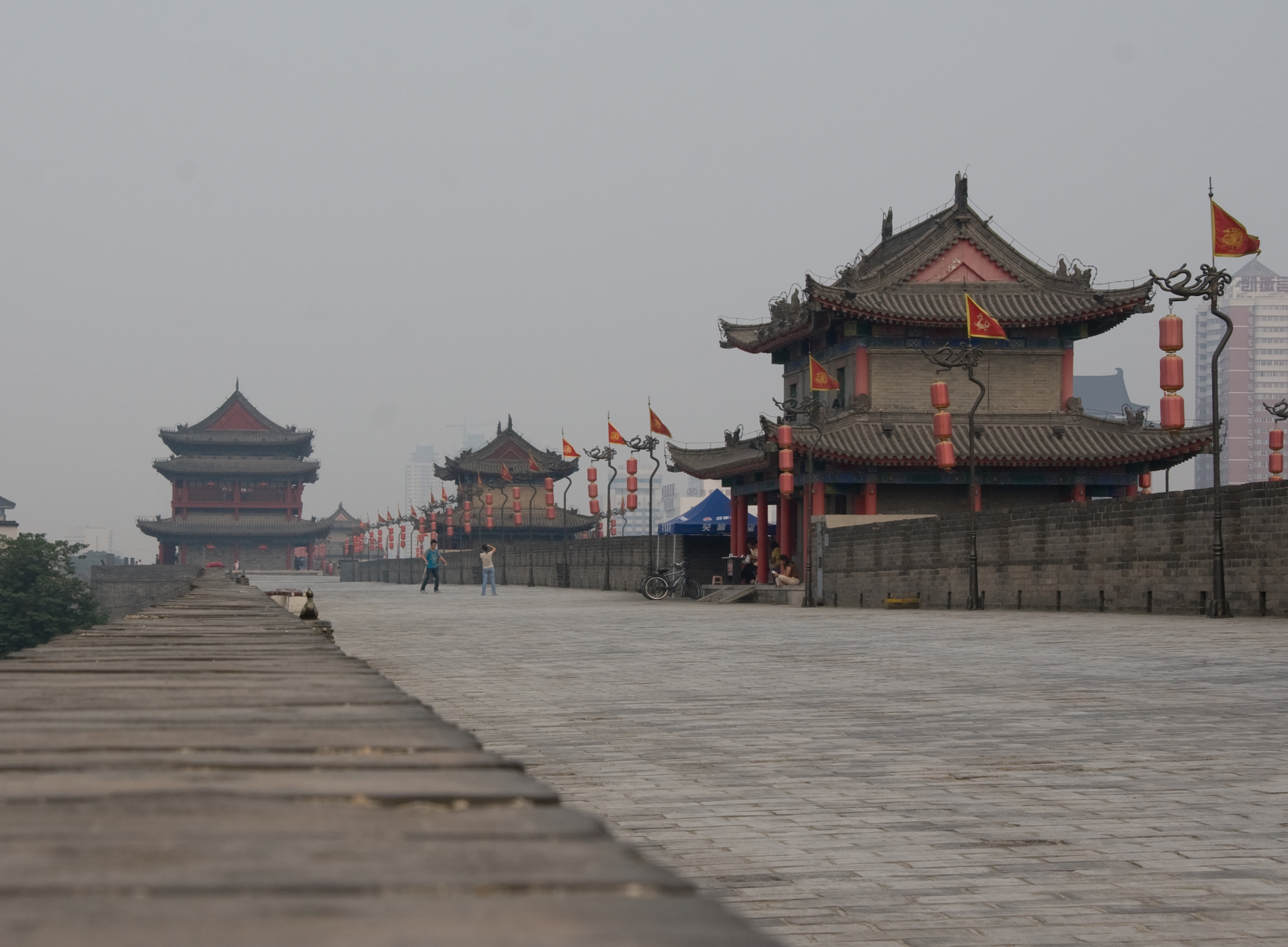
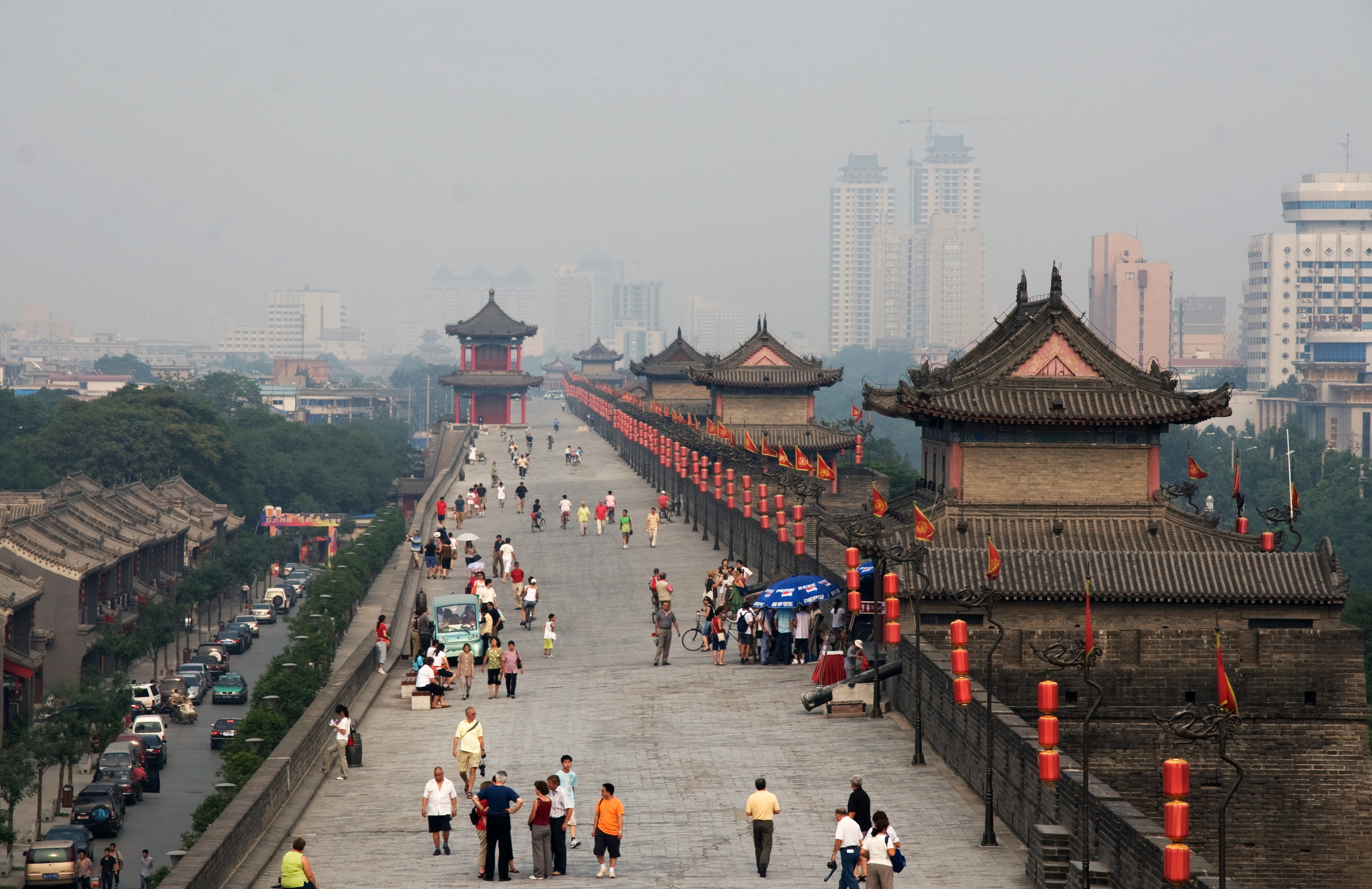
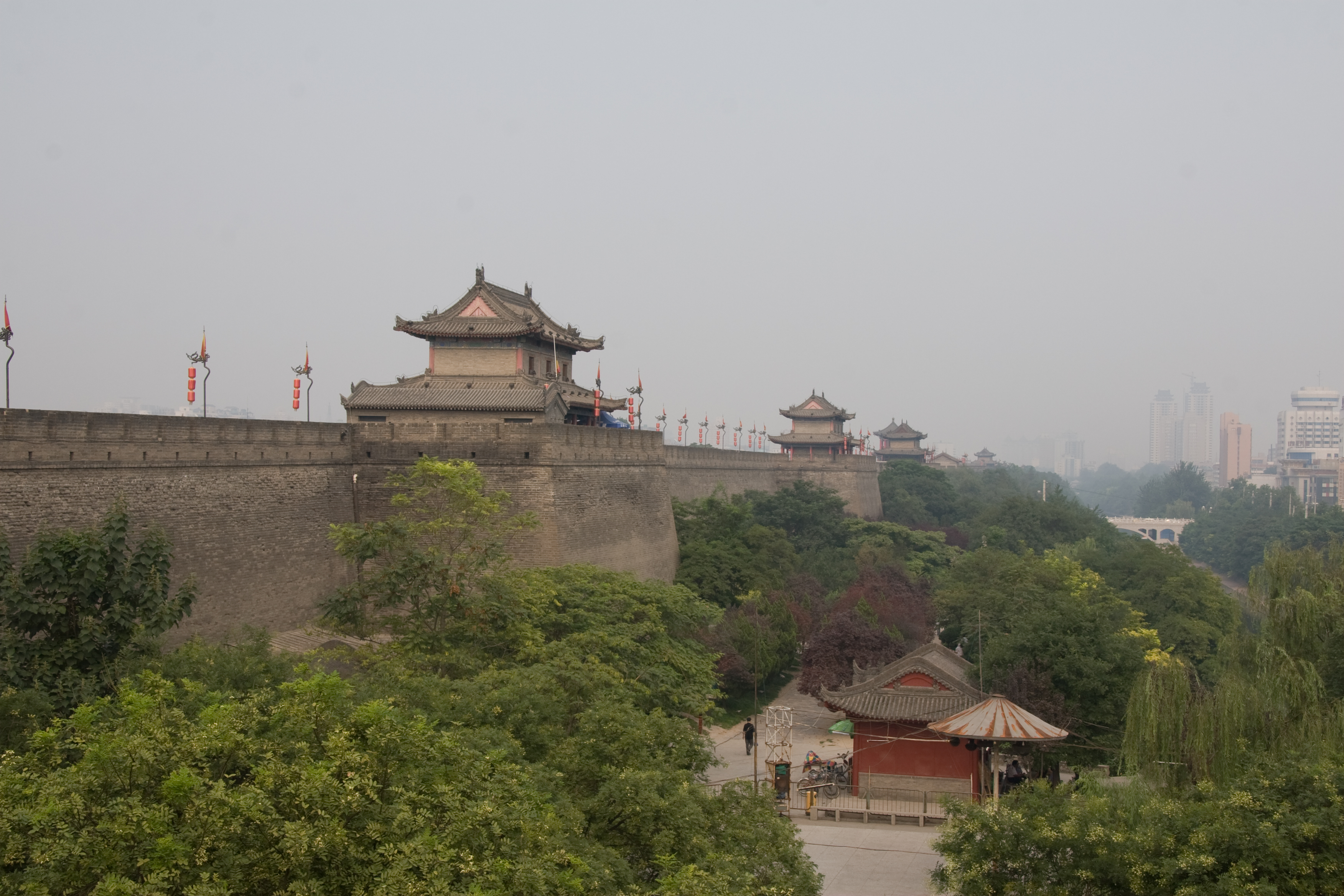
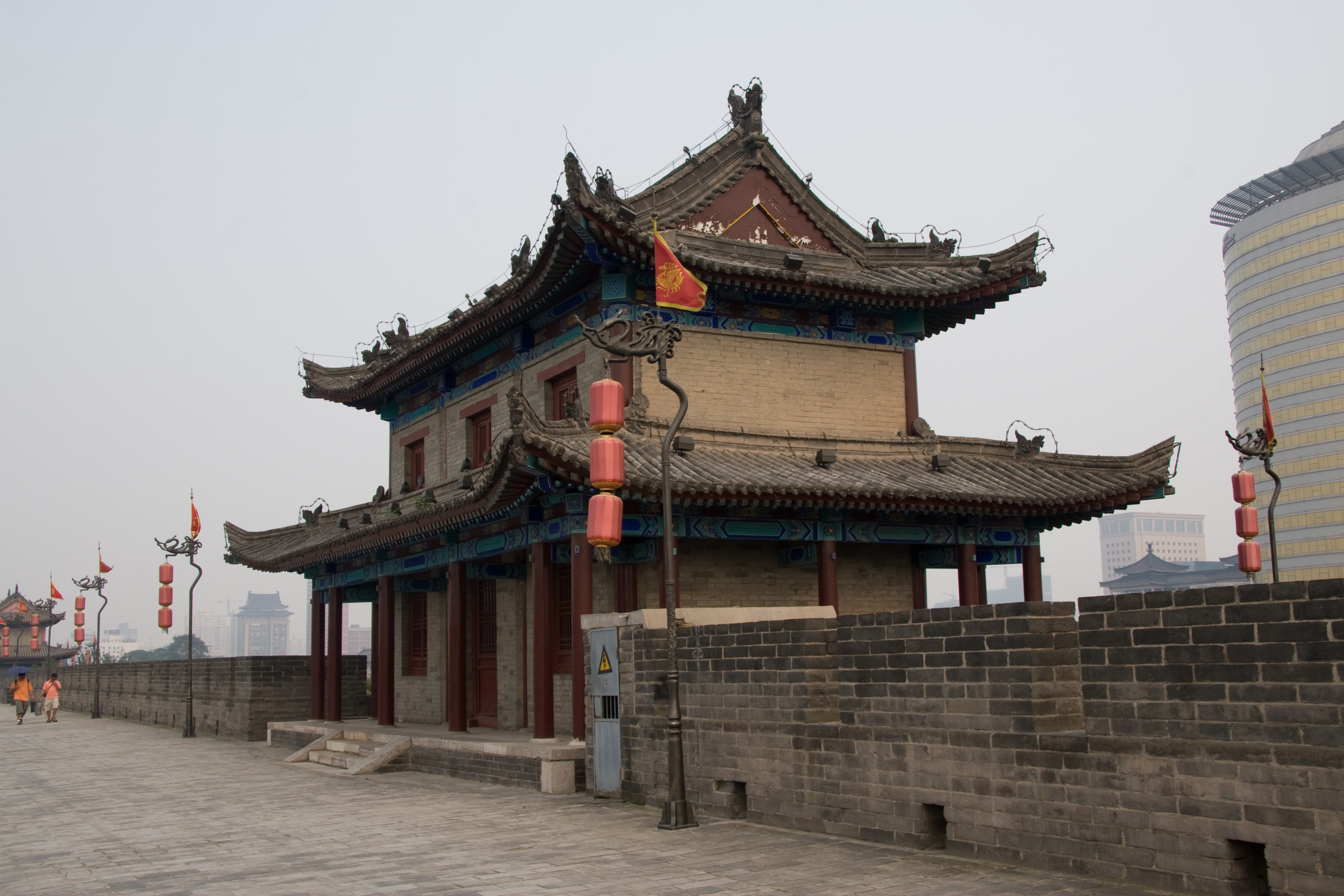
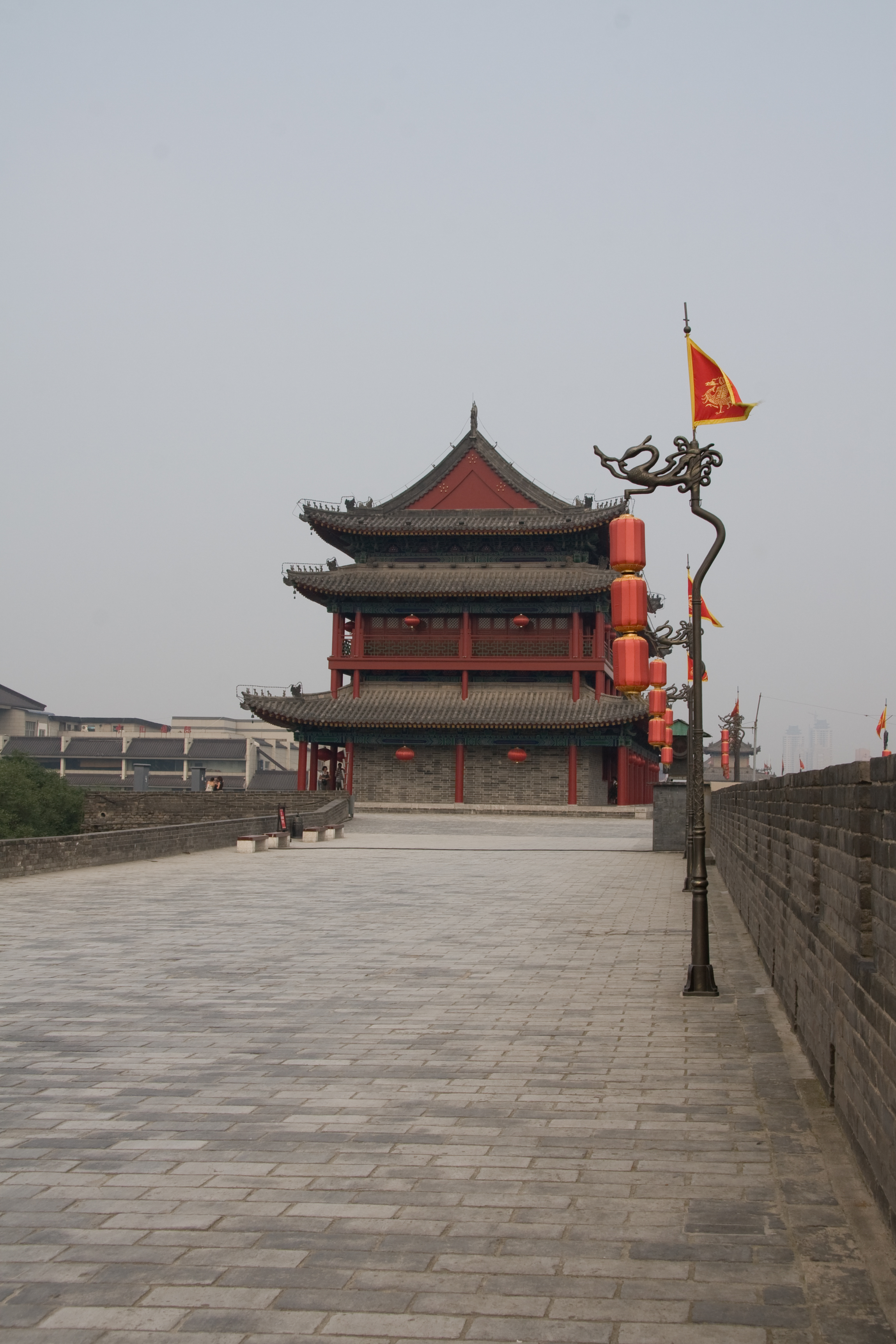
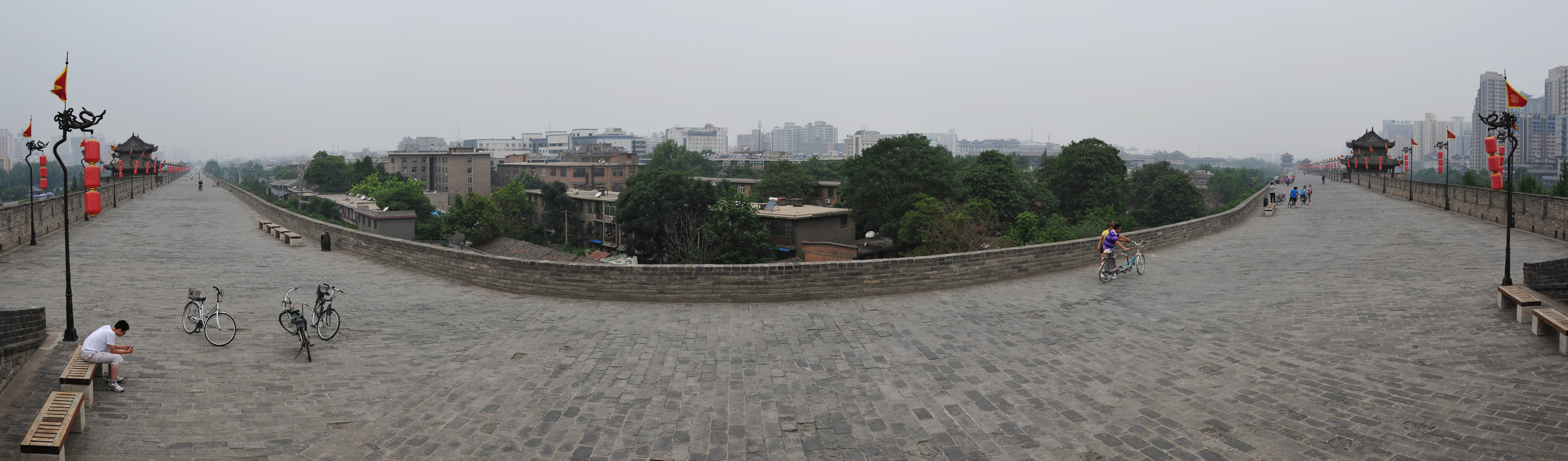
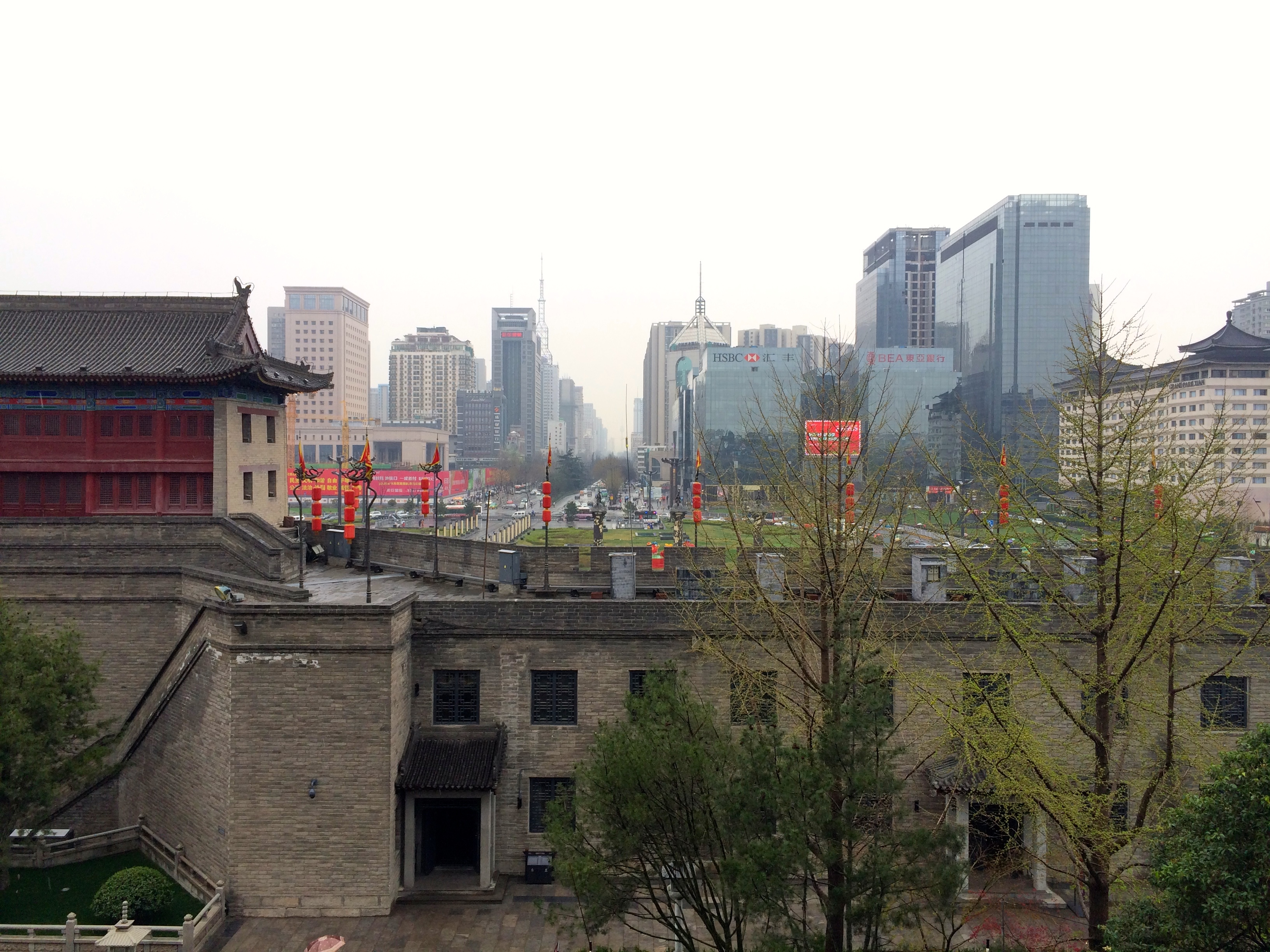